# Conyza boranensis
Conyza boranensis là một loài thực vật có hoa trong họ Cúc. Loài này được (S.Moore) Cufod. mô tả khoa học đầu tiên năm 1966.